# 宋承恩 (台灣)
宋承恩 (Raymond Chen-En Sung) 是一名台灣國際法學者、台灣獨立運動家，研究專長為國際公法、國際海洋法、國際爭端解決。
早年先後取得國立臺灣大學法律學系法學學士、國立臺灣大學法律研究所法學碩士，後來前往牛津大學聖凱瑟琳學院取得歐洲法與比較法法學碩士，且為牛津大學博士候選人。曾任台灣守護民主平台理事、經濟民主連合智庫主權外交國防組召集人、島國前進智庫國家論述組召集人、中華民國對外漁業合作發展協會兼職法律顧問、中華民國外交部「我國參與國際漁業組織之策略研究專案小組」研究人員、台灣制憲基金會副執行長、青平台基金會研究中心兼任研究員、台灣民主實驗室研究員、兩岸交流遠景基金會副執行長。